# Irvine
Irvine(日: アーバイン)はWindows用のダウンロードマネージャーである。

## 特徴
Irvineは、同じくダウンロードマネージャーであるIriaの後継として開発されており、その開発時の経験と反省やユーザーの要望を取り入れながらシンプルさと動作の軽快さを維持しつつも多機能にすることを目標に開発されている。
また、開発においてはダウンロード自体ではなくその後のファイルの整理に焦点が置かれ、本ソフトウェアはキューフォルダ機能でダウンロードの前に整理することで効率良くその管理を行える。
一時期は、Irvineの後継としてOpenIrvineをオープンソースで自由ソフトウェアとして開発しようという動きもあったが2005年に頓挫している。
結局は、この後にもIrvineの開発が続けられた。
なお、Iriaにおいても同様に、OpenIriaのオープンソースでの開発が頓挫した経緯が有る。
機能
HTTPやFTPによるダウンロード
リファラー・クッキー・ユーザーエージェントの設定とBasic認証などによるユーザー認証への対応
キューフォルダによるURLの整理や複数のキューの同時ダウンロード
URLリストの読み込み・書き出し・コピー・貼り付け
連続したURLを生成するURL展開
リンクを自動的に辿ったURLの取得
フィルタリング機能によるURL自動振り分け
CRC・MD5・SHA-1のといったハッシュ関数によるファイルの同一性の確認
中断したダウンロードのレジューム
スクリプトによる機能拡張
ファイルの分割ダウンロード
インターネットエクスプローラー・ネットスケープ・モジラのメニュー拡張
その他